# 軟体園区駅
軟体園区駅（なんたいえんくえき）は、台湾高雄市前鎮区鎮北里にある高雄捷運環状軽軌の駅。成功二路と復興三路の交差点に位置する。

## 駅構造

### 環状軽軌
相対式ホーム2面2線の地上駅。
| 地上                                       |                                                   |
| 成功二路（北行き）                         |                                                   |
| 成功二路（南行き）                         |                                                   |
| 歩道                                       |                                                   |
| 相対式ホーム、右側のドアが開く。簡易改札機 |                                                   |
| 内回り・下り                               | ←■環状軽軌 哈瑪星・鼓山区公所方面（高雄展覧館駅） |
| 外回り・上り                               | →■環状軽軌 籬仔内・凱旋公園方面（経貿園区駅）→    |
| 相対式ホーム、右側のドアが開く。簡易改札機 |                                                   |
| 歩道                                       |                                                   |

## 歴史
- 2013年6月4日 - 起工[1]。
- 2015年3月29日 - 駅名が「軟体園区」に決定[2][註 1]。
- 2016年
  - 6月26日 - プレ開業[3][4]。
  - 7月4日 - 正式開業により増便。

## 駅周辺
- 高雄展覧館
- 高雄軟体科技園区（高雄ソフトウェア・テクノロジー・パーク）（中国語版）
  - フォックスコングループ社屋
  - KKBOX
  - 西基電脳動画股分有限公司
- 中鋼（チャイナスチール）集団本社ビル（中鋼集團總部大樓）
- 高雄市立成功啓智学校
- イケア高雄店
- カルフール成功店
  - ニトリ高雄成功店（2F） - 2016年11月11日開業[5]
- 海岸公園
- zh:MLD台鋁生活商場
- 米国在台湾協会高雄支所

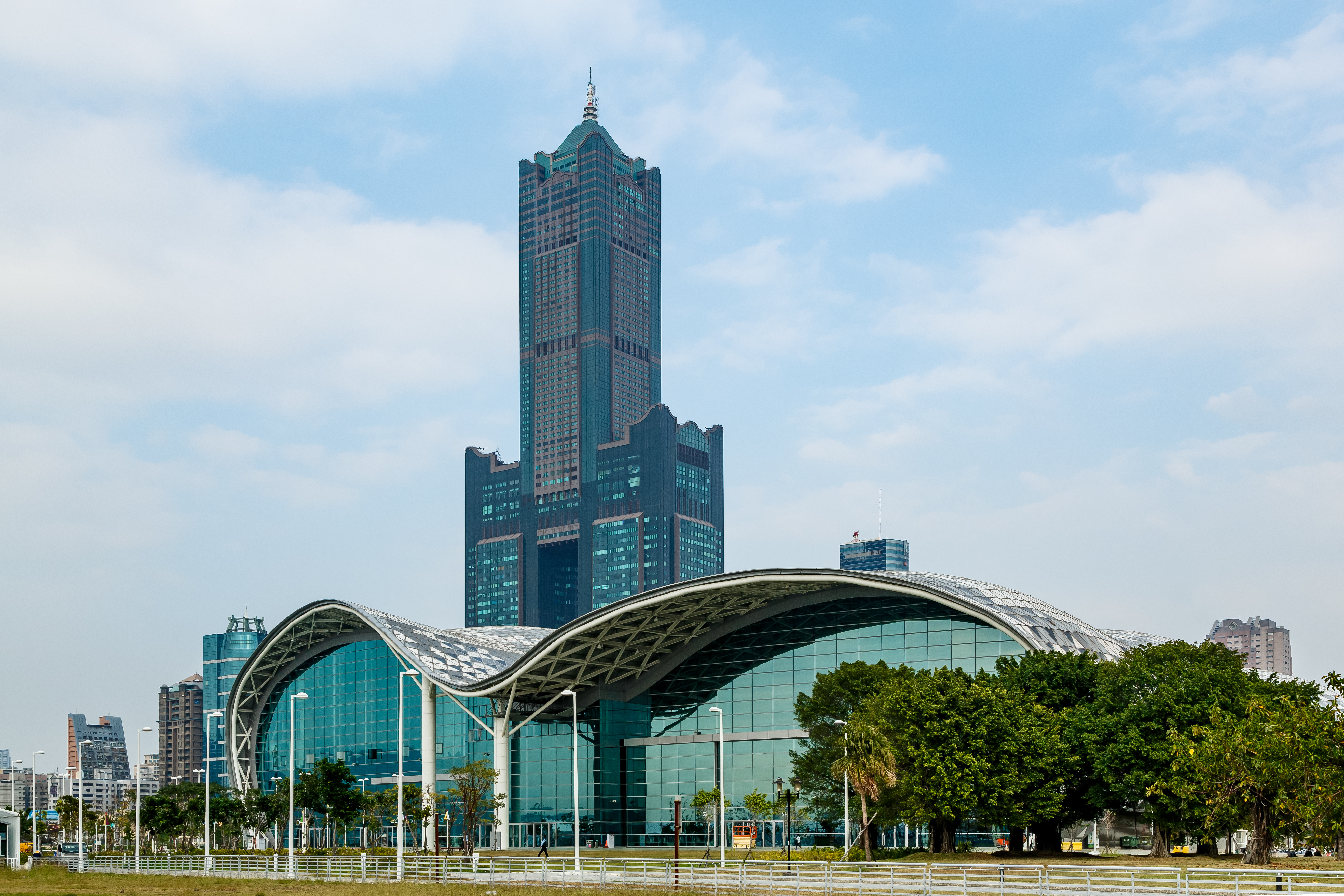
高雄展覧館と85ビル
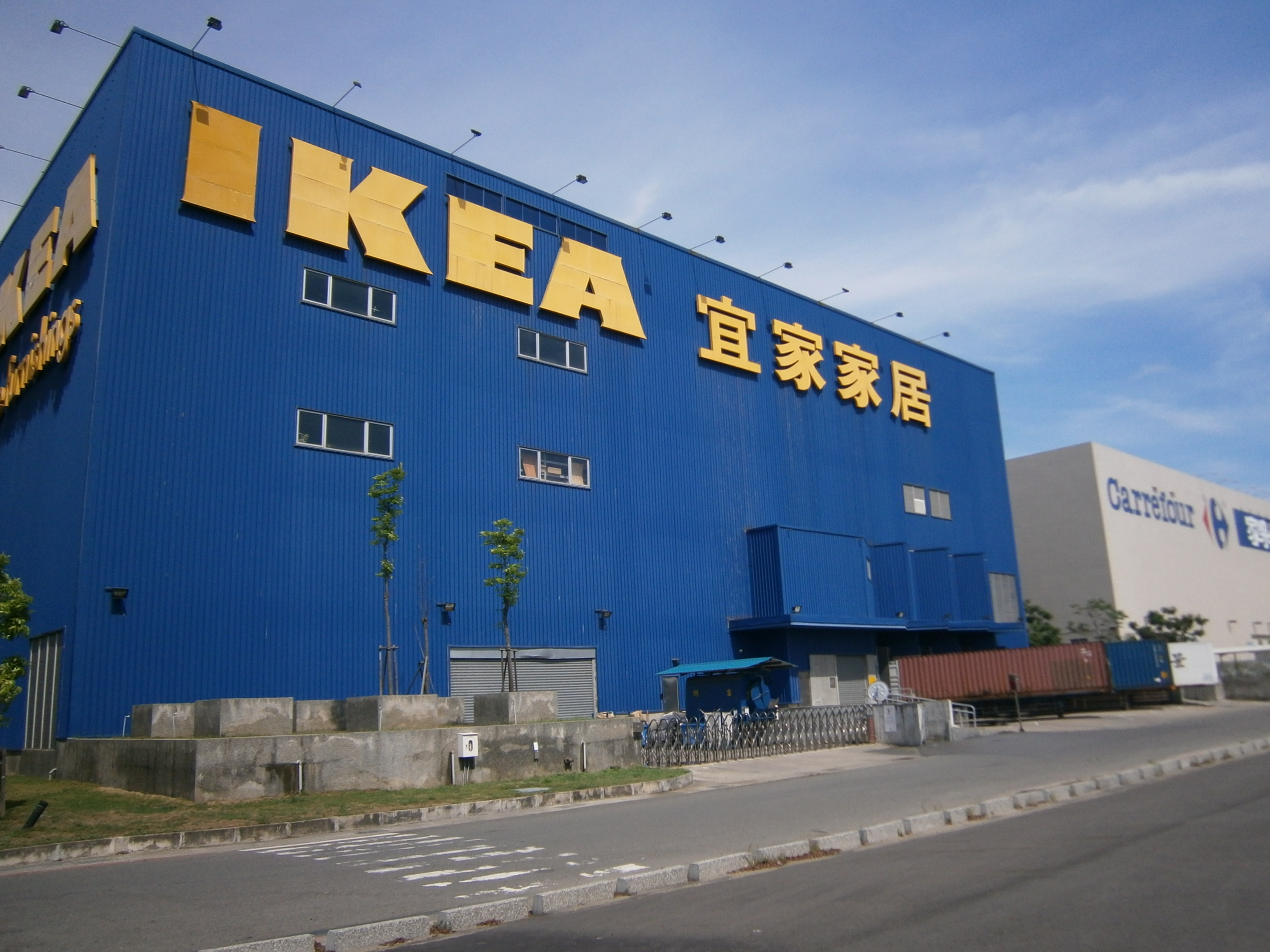
イケア高雄店とカルフール成功店
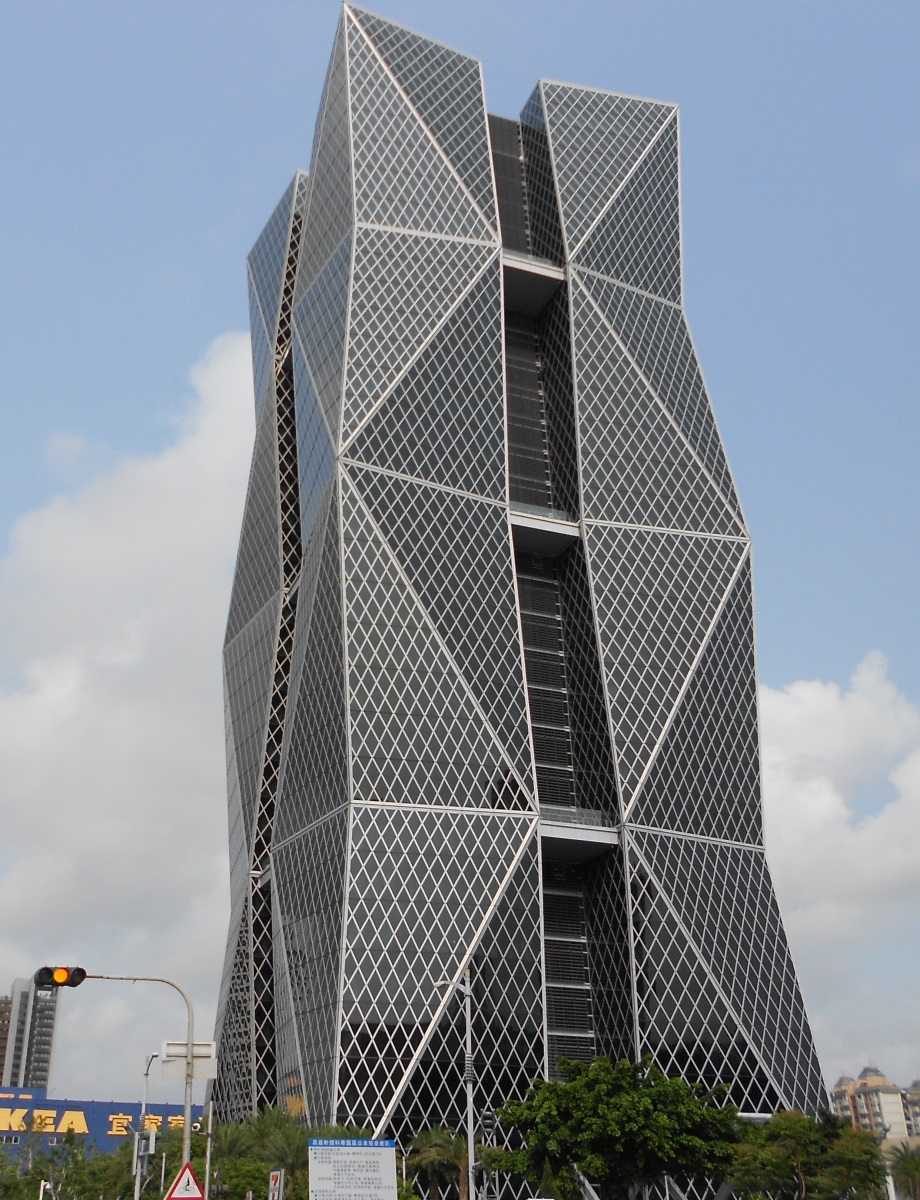
中国鋼鉄本社ビル
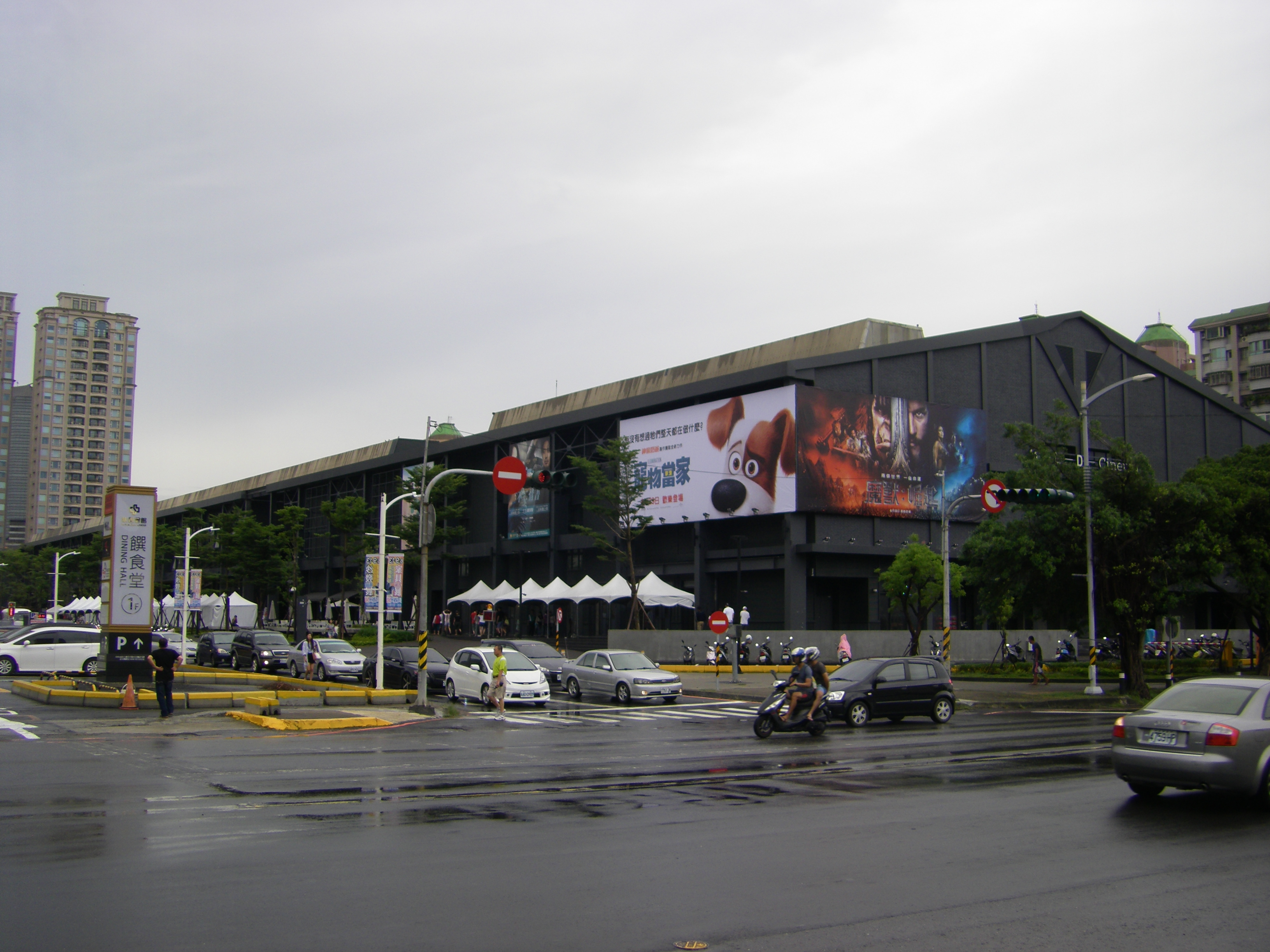
MLD台鋁生活商場

## バス
高雄市公車
| 系統              | 事業者      | 区間                   | 備考                                                    |
| ----------------- | ----------- | ---------------------- | ------------------------------------------------------- |
| 72                | zh:漢程客運 | zh:金獅湖站 - 中正高工 | B線は正勤社区まで延長運行。二段運賃。一部は正勤路站発着 |
| 環東幹線（168東） | 漢程客運    | 金獅湖站 - 金獅湖站    | 二段運賃                                                |
| 環西幹線（168西） | 漢程客運    | 金獅湖站 - 金獅湖站    | 二段運賃                                                |
| 中華幹線（205）   | zh:港都客運 | 加昌站 - 夢時代        | 二段運賃。                                              |
| 紅16              | zh:東南客運 | 軟体園区 - 三多商圈駅  | 一部は正勤路站発着                                      |
| 紅21              | 統聯客運    | zh:建軍站 - 三多商圏駅 |                                                         |
| 紅21区間          | 統聯客運    | 建軍站 - 図書総館      |                                                         |

## 隣の駅
高雄捷運
■環状軽軌
経貿園区駅 C6 - 軟体園区駅 C7 - 高雄展覧館駅 C8